# Xanthograpta brunneaplaga
Xanthograpta brunneaplaga är en fjärilsart som beskrevs av Bethune-Baker. Xanthograpta brunneaplaga ingår i släktet Xanthograpta och familjen nattflyn. Inga underarter finns listade i Catalogue of Life.